# Théophile Funck-Brentano
Théophile Funck-Brentano (Luxemburgo, 21 de agosto de 1830 - 23 de janeiro de 1906) foi um sociólogo luxemburguês e francês.  
Ele era filho de Jacques Funck, um tabelião na cidade de Luxemburgo que morava com Charles Metz, que foi testemunha do nascimento de Funck-Bretano. Ele era o pai de Frantz Funck-Brentano.

## Obras (orig. em francês)
- Les sciences humaines, 1868
- La pensée exacte en philosophie, 1869
- La civilisation et ses lois, 1876
- La politique, 1897
- Les sophistes français, 1905